# Żuraulouka
Żuraulouka (biał. Жураўлёўка; ros. Журавлёвка) – wieś na Białorusi, w obwodzie homelskim, w rejonie homelskim, w sielsowiecie Hrabauka.